# 原子力工業省
原子力工業省是朝鮮民主主義人民共和國中央行政機關之一，負責核研究與開發設施管理、再處理及核物質生產、核相關對外事業等業務。

## 概要
在朝鮮民主主義人民共和國，原本負責原子力相關政策的機構為內閣所屬的原子力總局。然而，於2013年3月31日召開的朝鮮勞動黨中央委員會全體會議上，通過了「經濟與核武建設並進路線」，該路線主張發展自主核動力工業並推進輕水反應爐開發計畫。 隨後，在次日召開的最高人民會議第12屆第7次會議上，相關法案獲得通過。同年4月11日，最高人民會議常任委員會發布政令，宣布設立原子力工業省，並將原子力總局擴編升格為原子力工業省。根據當日朝鮮中央通信社的報導，設立該部門的目的是「使國家的原子力工業現代化與科學化，並在尖端科學技術的基礎上鞏固發展，提高核物質生產量與產品品質，以進一步促進自主核動力工業的發展」。
作為2016年1月核試驗的主導機構，該部門於3月2日被聯合國安全保障理事會通過的聯合國安全理事會第2270號決議列為制裁對象。

## 歷史
- 1986年：將原子力委員會轉制為原子力工業部並提升為正級機構
- 轉制為科學院轄下的原子力總局
- 2013年4月11日：將原子力工業總局提升為原子力工業省

## 下屬組織及機構
- 科學技術局（韓語：과학기술국）
- 科學指導局（韓語：과학지도국）
- 訓練局（韓語：훈련국）
- 設施局（韓語：시설국）
- 對外事業局（韓語：대외사업국）
- 放射化學研究所（韓語：방사화학연구소）
- 原子力研究所（韓語：원자력연구소）

## 歷任原子力工業省長
- 王昌旭（朝鲜语：왕창욱）: 2013年4月11日 ~